# Раскол в Организации украинских националистов
Раскол в организации украинских националистов произошёл в 1940 году в Кракове. Старшие, более консервативные члены поддержали Андрея Мельника, тогда как младшие и более радикальные члены (в основном, активисты из Краевой Экзекутивы) — Степана Бандеру.
В результате были сформированы две противоположные фракции, позднее отдельные партийные организации: ОУН-Б и ОУН-М. Разногласия между бандеровцами и мельниковцами в момент раскола не носили идеологического характера. Тем более не существовало тогда между ними разницы во взглядах на то, какой должна быть политика Украины по отношению к национальным меньшинствам, что представляет собой украинская нация и т. д. Главный идеолог ОУН-Б Степан Ленкавский утверждал, что между бандеровцами и мельниковцами не существует идеологических различий, а имеются лишь расхождения в тактике, а также проблема личных отношений между лидерами (проводниками). Борьба между сторонниками ОУН-Б и ОУН-М была не просто организационной или идеологической. По некоторым данным с момента раскола по июнь 1941 года погибло в столкновениях 400 мельниковцев и 200 бандеровцев.
В конце Второй мировой войны часть членов ОУН (б), которые находились в эмиграции, использовали название Заграничные части ОУН (ЗЧ ОУН), подчёркивая, что являются частью общей организации, ядро и основная база деятельности которой находится на Украине.
От ЗЧ ОУН в феврале 1954 года в результате многолетнего конфликта между «ортодоксами» и «ревизионистами» откололась «реформистская» фракция, возглавлявшаяся Иваном Бутковским, Зиновием Матлой и Львом Ребетом и получившая название «Заграничная ОУН», или «ОУН(з)».

## Предыстория
Большинство украинских исследователей полагает, что поводом для будущего раскола стало недовольство «краевиков» эмигрантским руководством ОУН. Трения между эмиграцией и Краем возникали и раньше, однако тогда авторитет главы ОУН Евгения Коновальца препятствовал расколу, а у сменившего Коновальца на посту главы ПУН Андрея Мельника такого авторитета в глазах галичан не было. Ещё с 1930-х годов, со времён саботажной акции, Краевой провод был настроен несколько более радикально насчёт террористической деятельности по отношению к Польше. Именно такая позиция радикальных «краевиков» поставила ОУН на путь террора. Известно, что Коновалец выступал против индивидуального террора как метода политической борьбы на западноукраинских землях, тем не менее он не препятствовал деятельности террористов и защищал их позицию перед менее радикальными членами Провода.
Убийство Евгения Коновальца и вступление в должность главы ОУН Мельника, который на протяжении 1930-х годов не принимал активного участия в деятельности организации, обострили имевшиеся трения. Ситуация, сложившаяся вокруг Карпатской Украины в 1938—1939 годах, и позиция ПУН относительно политики украинских националистов и их участия в жизни Карпатской Украины углубили накопившиеся противоречия. После подписания Мюнхенского соглашения и юридического оформления автономии Подкарпатской Руси в октябре 1938 года, многочисленные оуновские добровольцы из Восточной Галиции и Волыни, вопреки указаниям Мельника, нелегально переходили польско-чехословацкую границу и участвовали в формировании местного вооружённого ополчения — организации «Карпатская Сечь», среди них был, в частности, будущий главнокомандующий УПА Роман Шухевич, однако вскоре ПУН запретил своим членам переходить польско-чехословацкую границу без разрешения Провода, а представитель ПУН в Закарпатье Ярослав Барановский требовал выезда украинских националистов из Закарпатья. Всего Карпатская Сечь имела около 15000 зарегистрированных членов, но на самом деле лишь 2-3 тысячи человек из них прошли военное обучение.
В марте 1939 года, со вступлением германских войск на территорию Чехословакии, сейм Карпатской Украины провозгласил независимость. В ответ Венгрия, также участвовавшая в разделе Чехословакии, при поддержке Германии и Польши начала военную интервенцию в Закарпатье. Сопротивление оккупантам пыталась оказать Карпатская Сечь, но после нескольких дней упорных боёв Закарпатье было захвачено, значительная часть бойцов Сечи оказалась в венгерском плену, часть из них была расстреляна. В ситуации с Карпатской Украиной наметились границы будущего раскола между мельниковцами, представленными в основном эмигрантами, и бандеровцами-краевиками по вопросам внешнеполитической тактики. Ещё одним поводом для будущего раскола послужило нежелание Мельника исключить по требованию Бандеры и его сторонников из ОУН Ярослава Барановского, Николая Сциборского и Емельяна Сеника, которых сторонники Бандеры подозревали в предательстве в пользу Польши.
Вторжение Венгрии в Карпатскую Украину на некоторое время обострило отношения ОУН и Германии. В этот период даже затормозилось финансирование ОУН Абвером, что не в последнюю очередь было вызвано заключенными советско-германскими соглашениями. Но сотрудничество не прекратилось. Уже к середине апреля 1939 года Берлину удалось заверить руководство ОУН в неизменности политики Рейха по отношению к украинцам и поддержке их стремления к самостоятельности. По ходатайству немецких дипломатов венгры отпустили из плена несколько сот украинских националистов. Вышедшие из венгерских лагерей оуновцы, а также их товарищи, проживавшие в Европе на легальном положении, в начале июля 1939 года вошли в создающийся Украинский Легион под руководством полковника Романа Сушко и принимали участили в польской кампании.
26-27 августа 1939 года Андрей Мельник был официально утверждён в должности лидера ОУН Вторым Большим Сбором украинских националистов в Риме. Так называемому «Узкому руководству» или «Триумвирату», обеспечивавшему временное исполнение руководящих обязанностей, с большим трудом удаётся добиться согласия на то, чтобы согласно завещанию Коновальца назначить Мельника его преемником. Впрочем, это удалось только потому, что отсутствовал главный соперник Мельника Степан Бандера, который за террористическую деятельность против Польши отбывал пожизненное заключение.
В момент начала германского вторжения в Польшу, Бандера содержался в одиночной камере брестской тюрьмы. 13 сентября тюремная охрана разбежалась, и Бандера сбежал из тюрьмы. Он пешком дошёл до Львова, который уже заняла Советская армия. Во Львове он конспиративно пробыл около двух недель. Ознакомившись со складывающейся обстановкой, Бандера счёл необходимым перестроить всю работу ОУН и направить её против нового главного врага — СССР. Многие члены ОУН поддержали планы Бандеры, касающиеся дальнейшей деятельности организации и предусматривающие расширение сети ОУН на всю территорию УССР и начало борьбы против советских властей на Украине. В октябре 1939 года Бандера нелегально переходит германо-советскую демаркационную линию и перебирается в Краков на территорию Генерал-губернаторства, где активно включился в деятельность ОУН. Он смог заручиться поддержкой среди активистов-подпольщиков Западной Украины и Закарпатья, а также некоторых представителей руководства ОУН, проживавших в эмиграции в странах Европы и сохранявших непосредственную связь с подпольем. ОУН под руководством Бандеры начало готовить вооружённое восстание в Галиции и Волыни.
Точки зрения Мельника и Бандеры на стратегию украинского националистического движения существенно расходились. Бандера считал необходимым полагаться в первую очередь на собственные силы, поскольку в существовании самостоятельной Украины, по его убеждению, не была заинтересована ни одна западная держава. Возможный союз с Германией он и его сторонники рассматривали как исключительно временный. Бандера и его сторонники считали, что ОУН в своей деятельности должна исходить из внутренней ситуации в СССР и прежде всего на самой Украине и не обязана согласовывать свои планы с кем бы то ни было — а наоборот, должна быть готова к началу массовой партизанской войны, невзирая на внешнеполитическую ситуацию. Мельник, напротив, считал, что ставку следует делать на нацистскую Германию и её военные планы (и поэтому выступал против создания вооружённого националистического подполья на Украине). Андрей Мельник и его ближайшее окружение в ПУН не видели возможности для организации успешного вооружённого выступления на Украине, считая необходимым вывести как можно больше членов ОУН в Генерал-губернаторство, а тем, кто в условиях глубокой конспирации останется на советской Украине, должна быть поставлена задача агитационно-пропагандистской работы и подготовки к диверсиям и местным вооружённым выступлениям только на случай начала войны. Мельник рассчитывал организовать обучение основной ударной силы оуновцев под руководством немецких инструкторов на территории Генерал-губернаторства, а при нападении Германии на СССР использовать их в «борьбе с большевизмом» в качестве союзной вермахту украинской армии. С этой целью в Кракове было создано и вело активную работу украинско-германское военное бюро под руководством полковника Романа Сушко. В начале 1940 года в Кракове был создан Украинский центральный комитет (УЦК) — структура, формально управлявшая «украинскими вспомогательными комитетами» (укр. українські допомогові комітети), а на деле являвшаяся одним из организационных центров ОУН. Формальным руководителем УЦК был выбран беспартийный В.Кубийович, хотя в самом аппарате на различных должностях находились члены и сторонники ОУН.
Бандера, представлявший, в противовес давним эмигрантам, радикально настроенную «революционную молодёжь», принимавшую участие в реальной подпольной работе против польского государства, и только что освободившихся из тюрем руководителей Краевой экзекутивы на Западноукраинских землях (ЗУЗ), обвинял ПУН в безынициативности и слабоволии, требуя от руководства немедленной разработки подробных инструкций по организации восстания на Украине.
Исходя из собственного видения ситуации на Украине и не согласовав свои действия с ПУНом, краковский центр (осередок) ОУН ещё в начале декабря 1939 года направил на Украину курьера с приказом Львовскому окружному проводу провести мобилизацию членов ОУН на ЗУЗ и быть в постоянной боевой готовности. Связной был задержан на границе, что привело к ряду арестов среди руководителей ОУН на Западной Украине. Десяткам низовых руководителей ОУН, скрываясь от арестов, пришлось бежать в Генерал-губернаторство. Случившееся ещё более обострило отношения между ПУНом и сторонниками Бандеры. Руководство ПУНа, не считаясь с мнением большинства членов Краевой экзекутивы, в январе 1940 года издало директиву, обязывающую низовые организации ОУН воздерживаться от активных действий, ожидая в условиях глубокой конспирации начала войны между Германией и СССР.
Тогда же, в январе, Бандера и краевой проводник ОУН Тымчий приехали в Италию. Как впоследствии утверждалось в окружении Мельника, Мельник вызвал к себе Бандеру ещё осенью, намереваясь ввести его в состав ПУН и предложить ему пост референта по организационным вопросам. Бандера отказался от предложенных назначений и потребовал перераспределения власти и реформирования ПУН. Как отмечает Д. Армстронг, содержание требований, которые Бандера и Тымчий выдвинули лидеру ОУН, точно неизвестно, так как обе стороны позднее озвучивали каждая свою версию. Сторонники Бандеры утверждали, что Мельнику было предложено перенести штаб ОУН в нейтральную страну и наладить сотрудничество с западными странами, противостоявшими Германии. Бандера и Тымчий также потребовали от Мельника изменить состав Провода украинских националистов, а именно убрать Ярослава Барановского, Омеляна Сеника и Николая Сциборского, на что Мельник ответил отказом. Переговоры в Риме не привели к урегулированию разногласий. Более того, подозрения в предательстве, ранее относившиеся к ближайшему окружению Мельника, теперь коснулись и его самого.

## Раскол
10 февраля собравшиеся в Кракове двадцать семь проводников Краевой экзекутивы ОУН единогласно признали Степана Бандеру своим лидером. Объявив себя наследником Коновальца на посту главы организации, Бандера сформировал новый руководящий орган ОУН — Революционный Провод (укр. Революційний Провід), в который вошли его ближайшие единомышленники. Формальным поводом для создания РП ОУН стало «неудовлетворительное руководство и отказ от националистических методов работы». Претензии были оформлены в виде «Акта от 10 февраля 1940 года». Бандера и его сторонники объявили Мельника неспособным возглавлять «национальную борьбу за независимость Украины», обвинив его в потворстве провокаторам, медлительности и неумении использовать ситуацию для ведения активной борьбы против СССР, а также запретили его сторонникам проводить какие бы то ни было акции от имени ОУН.
5 апреля Бандера обратился к Мельнику с письмом, проинформировав его о деятельности Революционного Провода и готовности подчиниться ПУНу, но Мельник предложил Бандере предстать перед Революционным трибуналом ОУН. Даже после этого переговоры между сторонами продолжились, и окончательный раскол произошёл лишь в августе-сентябре 1940 г. Раскол ОУН фактически завершил затянувшийся на долгие годы конфликт между эмигрантским руководством и молодыми активистами, участвовавшими в непосредственной подпольной работе на территории Западной Украины, — конфликт, который удавалось сглаживать лишь благодаря авторитету создателя и руководителя УВО и ОУН Евгена Коновальца.
Какой-либо специфической идеологической подоплёки раскол не имел — в центре конфликта были вопросы тактики и противоречия между «Краем» и эмиграцией. Раскол легитимизировал реальное положение дел: две практически автономные организации, разлад между которыми усугублялся спором «практиков» и «теоретиков» и приобретал черты конфликта поколений, получили окончательную самостоятельность.
Высказывалось мнение, что раскол в ОУН мог быть инспирирован немецкими спецслужбами и являлся отражением конфликта между абвером, «взявшим под своё крыло» бандеровское движение и использовавшим его как в разведывательных, так и диверсионно-террористических целях, — и РСХА (гестапо), работавшим с мельниковцами.
Разногласия между бандеровцами и мельниковцами в момент раскола не носили идеологического характера. Тем более не существовало тогда между ними разницы во взглядах на то, какой должна быть политика Украины по отношению к национальным меньшинствам, что представляет собой украинская нация и т. д. Главный идеолог ОУН-Б Степан Ленкавский утверждал, что между бандеровцами и мельниковцами не существует идеологических различий, а имеются лишь расхождения в тактике, а также проблема личных отношений между лидерами (проводниками). Сторонники Степана Бандеры были готовы к радикальным методам борьбы. Ещё до того, как Германия напала на СССР, они приняли решение: «в случае войны воспользоваться ситуацией, взять власть в свои руки и на освобожденных от московско-большевистской оккупации частях украинской земли построить свободное Украинское государство». Единственное, чего не учитывали националисты — так это отношение к их планам самой Германии. Бандеровцы надеялись, что сам факт их выступления против войск СССР заставит немцев признать их союзниками и способствовать возрождению Украины.
27 сентября 1940 года Бандера был формально исключён мельниковцами из ОУН. После раскола бандеровцы составляли в Галиции 80 % от общего числа оуновцев, на Волыни — 60 %, тогда как в Буковине преобладали мельниковцы.
Окончательное размежевание между двумя фракциями оформилось в апреле 1941 года, когда сторонники Бандеры провели в Кракове свой собственный II Большой Сбор украинских националистов, на котором результаты римского II Большого Сбора 1939 года были объявлены недействительными, а сам Мельник и его сторонники — диверсантами и вредителями. Новым вождём ОУН был объявлен Степан Бандера. С этого момента идёт отсчёт существования двух враждебных друг другу организаций украинских националистов, каждая из которых претендовала на то, что только она является единственно верной.

## Последствия раскола

### Начало междоусобной борьбы
13 августа, после длительных и безуспешных попыток привлечь «отступников и раскольников» к ответственности, ПУН издал призыв ко всем националистам «отмежеваться от диверсии Бандеры». В Кракове прошло несколько заседаний Революционного трибунала, организованного ПУН, где стороны вновь обменялись взаимными обвинениями в предательстве целей и задач организации. Итогом стало заочное осуждение Бандеры на смертную казнь, которая сразу же была заменена исключением его из ОУН. Впрочем, Мельник «разрешил Бандере смыть с себя позор раскаянием и борьбой в антибольшевистском подполье». Конец лета — начало осени 1940 года принято считать периодом фактического окончания процесса раздела ОУН на ОУН под руководством Бандеры (ОУН(б)) и ОУН под руководством Мельника (ОУН(м)). Борьба между бандеровцами и мельниковцами велась прежде всего за право возглавить националистическую эмиграцию и выступать перед германскими властями в качестве единственного представителя «украинского движения» и претендента на финансирование.
К осени все переговоры о воссоединении были прерваны, и к ноябрю конфликт перешел в открытую бойню на улицах городов оккупированной немцами Польши. В ходе этой борьбы обе фракции по указанию руководителей осуществляли убийства своих бывших единомышленников, захватывали друг у друга помещения, транспорт и т. п. По неполным данным, в междоусобной борьбе накануне нападения Германии на СССР было убито около 400 мельниковцев и до 200 бандеровцев. Зиновий Кныш, один из руководителей ОУН(м), в своих послевоенных мемуарах обвинял Бандеру и его подручных в гибели целого ряда высших руководителей, сотен командиров низшего звена, а также около 4 тысяч «рядовых членов, симпатиков и бойцов» ОУН(м).
Планированием и осуществлением основных кровавых акций против актива мельниковцев занимались Микола Лебедь и его заместитель М. Арсенич («Михайло», «Григор»). Как руководитель СБ ОУН(б), Лебедь лично определял будущие жертвы и добивался их ликвидации. Мельниковцы также вели террористическую работу против бандеровцев. Согласно показаниям одного из захваченных советскими органами госбезопасности агентов абвера и эмиссаров Мельника, стало известно, что подготовку тайных убийств бандеровских лидеров Андрей Мельник поручил члену ПУН Ярославу Гайвасу. Физическому уничтожению подлежали Бандера, Лебедь, Равлик, Старух и Габрусевич. Планы ликвидации разрабатывались таким образом, чтобы убийства можно было списать на НКВД и поляков. Помимо физической ликвидации, предпринимались также усилия по дискредитации руководителей конкурирующих группировок, обвинению их в сотрудничестве с НКВД.

### Обострение междоусобной борьбы после начала Великой Отечественной войны
Накануне вторжения войск гитлеровской Германии в Советский Союз оуновцы (сначала бандеровцы, а затем и мельниковцы) начали формировать так называемые «походные» группы. Их назначение заключалось в продвижении вслед за наступающими войсками гитлеровцев и создании в каждом занятом ими населенном пункте органов самоуправления. «Походные группы» предназначались, прежде всего, для Центральной и Восточной Украины. Основная задача этой акции — националистическая пропаганда самостоятельности и соборности Украины среди населения этих районов, формирование собственной полиции и воинских подразделений.
«Походные группы» договорились между собой, что каждый населенный пункт остается в ведении той группы, которая первая его достигла. Но на самом деле далеко не все складывалось так идиллически, происходили и междоусобные стычки. Конфликт между двумя фракциями ОУН приобрел особенно большие масштабы на территории оккупированной нацистами Западной Украины. Документы свидетельствуют, что с первых дней между бандеровцами и мельниковцами началась борьба за руководящие должности в учреждениях, создаваемых немцами. Мельниковцам удалось взять под свое влияние ряд учреждений и организаций. Например, в городе Ровно мельниковцы завладели редакцией газеты «Волынь», областной типографией, театром и тому подобное. Занимая руководящие должности в редакциях газет в оккупированных немцами областях, они популяризировали фашистскую идеологию, призывали молодежь вступать в немецкие формирования. Мельниковцы, которые сплотились вокруг созданного ими Украинского Центрального Комитета (УЦК), пошли путем тесного сотрудничества с оккупационной властью.
ОУН(м) осудила Акт провозглашения государственности 30 июня 1941 года («рафинированно-сплетённая провокация Москвы не удалась. Бандерияда получила в самом Львове по лбу.»)) и обнаружила склонность к более гибкой политике, считая открытую конфронтацию с немецкой мощью несвоевременной и губительной для национальных интересов.
Имеющиеся документы показывают, что, несмотря на лояльное отношение к обеим фракциям ОУН в первые дни войны, немцы дали понять, что никакого самостоятельного украинского государства они не потерпят, и стали проводить резко выраженную колониальную политику. В Берлине к междоусобной войне также относились отрицательно. Дошло до того, что 30 августа в Житомире а результате террористического акта погибли члены провода ОУН(м) Емельян Сенник и Николай Сциборский. Немцы немедленно возложили вину за эти преступления на бандеровцев, поскольку, по их словам, те стали совсем самостоятельны в своих действиях — созданная ими милиция продолжала насилие, убийства и грабежи (в отношении имущества, объявленного собственностью Рейха), создала «Украинское гестапо» и «Украинское СД», рвала выданные немцами паспорта, заставляла поляков как евреев носить повязки, не подчинялась распоряжениям немецкой администрации, и, таким образом, создавала хаос и нестабильность. 13 сентября глава РСХА Рейнхард Гейдрих, воспользовавшись этим поводом, подписал директиву о проведении на всей территории Третьего рейха, в Генерал-губернаторстве и прифронтовой территории поголовных арестов бандеровского руководства «по подозрению в содействии убийству представителей движения Мельника», а также о прекращении деятельности всех отделений и органов ОУН(б).
Утром 15 сентября прошли массовые аресты, охватившие до 80 % руководящих кадров организации. Всего в 1941 году гестапо арестовало более 1500 бандеровских активистов. С 18 сентября немецкие власти начали разоружение оуновской милиции. В октябре в Миргороде был арестован и расстрелян руководитель Восточной походной группы ОУН Микола Лемик. 12 сентября офицер вермахта и специалист по «украинскому вопросу» Ганс Кох встретился в Берлине со Стецько и Бандерой и потребовал от них отозвать Акт о провозглашении Украинского государства, однако оба отказались. 15 сентября они были арестованы и помещены в центральную берлинскую тюрьму Александрплатц, а в январе 1942 года — переведены в спецбарак «Целленбау» концлагеря Заксенхаузен, где содержались нежелательные политические деятели. Попав в концлагерь, Бандера и Стецько были лишены возможности руководить действиями украинских националистов. Когда же они вышли на свободу в 1944 году, на территории Западной Украины уже давно действовала УПА, созданная без их участия и имевшая своё собственное руководство.
19 ноября 1941 всем немецким оккупационным органам власти была направлена директива, которым запрещалось набирать в органы самоуправления и полиции сторонников бандеровского движения, а 25 ноября того же года немцы издали приказ об их уничтожении.
Репрессии немецких властей против ОУН продолжались и в 1942 году. Они коснулись также и мельниковцев. Производная группа ОУН (м), которая достигла в сентябре 1941 года Киева, наладила выпуск газеты «Украинское Слово», функционирование Союза украинских писателей, ряда других общественных учреждений, сформировала Украинскую Национальную Раду (УНРаду) в Киеве (во главе с Николаем Величковским), состоявшая преимущественно из восточных украинцев. Однако их деятельность вызвала недовольство рейхскомиссара Эриха Коха. В феврале-марте в Бабьем Яре были расстреляны видные деятели ОУН(м), среди которых была убита и известная украинская поэтесса Елена Телига и журналист Иван Рогач (по другим данным, их убивали в застенках гестапо на Владимирской улице, где сейчас находится здание СБУ и хоронили потом на Лукьяновском кладбище). Немцы в результате репрессий почти полностью уничтожили руководство ОУН(м) на территории Рейхскомиссариата Украина, сторонники Мельника бежали
в Дистрикт Галиция, где отношение оккупационных властей к ним было более благосклонным. Сам Мельник до января 1944 г. находился под домашним арестом в Берлине, а потом — в концлагере Заксенгаузен.
В Киеве в начале 1942 года бандеровцы на низовом уровне сотрудничали с мельниковцами и имели определённое влияние в украинской полиции Киева, которой руководили мельниковцы. В начале 1942 года ОУН официально под угрозой исключения запретила своим членам вступать в немецкую полицию.

### Полесская Сечь, ОУН-Б и ОУН-М в 1943—1945 гг..
Во второй половине 1942 года обе фракции ОУН активизировали подпольную и партизанскую деятельность на оккупированной территории. Руководство ОУН(б) сформировало Украинскую повстанческую армию (УПА), которая была наибольшим украинским вооружённым движением сопротивления. Пополнение УПА шло за счёт добровольцев из числа сельской и городской молодёжи, а также мобилизации мужского населения. Вместе с тем, УПА широко использовала для своего пополнения созданную немцами украинскую полицию, военнопленных, бежавших из лагерей, а также лиц, скрывавшихся от отправки на принудительные работы в Германию. Позже в подразделения УПА набирались лица, которые уклонились от призыва в Красную Армию. Основной социальной базой УПА было крестьянство. На рубеже 1943-44 УПА была самой многочисленной за всё время своего существования. Выдвигались самые разные соображения относительно численности её бойцов на тот момент: от 40 до 300 тысяч бойцов.
Мельниковцы также имели свои повстанческие отряды. Недостаток архивных источников, определённая тенденциозность работ как советской историографии, так и зарубежных исследователей по теме исследования не дают возможности в полном объёме объективно и полно исследовать историю всех вооружённых формирований ОУН(м) указанного периода. Более подробно в исторической литературе (главным образом мемуарной) освещена история самого боеспособного военного отдела мельниковцев во главе с Николаем Недзведским («Хреном»). Этот отряд изначально был организован как партизанский отряд, возникший 18 февраля 1943 возле села Антоновец в Кременецком районе на Волыни. К середине 1943 года численность всех мельниковских партизан составила 2-3 тысячи человек. Отряды ОУН(м) самостоятельно почти не вели активной вооружённой деятельности, хотя имели место столкновения с советскими партизанами, бандеровцами и участие в антипольских акциях. В течение нескольких месяцев бандеровцы и мельниковцы вели переговоры об объединении усилий в совместной борьбе, но они ни к чему не привели.
Началась планомерная работа, направленная на подчинение вооружённых отрядов ОУН(м) войсковым подразделениям частей УПА. В конце концов, в июле 1943 бандеровцам удалось окружить и разоружить значительную часть мельниковских отрядов. Взятые в плен командиры других отрядов частично уничтожались Службой безопасности ОУН-УПА (СБ). Мельниковцы осуждали такую деятельность УПА. Так, в их листовке за ноябрь 1943 отмечалось: «Отпор братоубийцам! Бандеровец, который стреляет в украинцев — это бандит и агент Москвы, но не украинский революционер!».
Об единичных случаях столкновений отрядов мельниковцев с советскими партизанами в начале 1944 года в Ровенской области сообщали и отдельные советские источники. Однако большинство разоружённых бывших мельниковских отрядов в течение 1943 частично пополнили УПА, а частично вошли в Украинский легион самообороны (УЛС). Из ряда источников можно узнать, что легион образовался по инициативе Волынского областного провода ОУН(м) в сентябре 1943 года как воинская часть, предназначенная для борьбы с польскими боёвками, советскими партизанами и Украинской повстанческой армией.
В начале 1944 г. УЛС был реорганизован в 31-й батальон СД (500—600 человек), став, таким образом, открыто коллаборационистским подразделением, воевавшим на стороне немцев. Конфронтация мельниковского легиона с бандеровской УПА продолжалась и дальше. Так, 20 марта 1944 УЛС вступил в бой с отрядом УПА в селе Лудин Владимир-Волынского района. В результате боя двое бойцов УПА погибло, а ещё один был тяжело ранен
Ещё одними соперниками бандеровцев стали националисты, возглавляемые Тарасом Боровцом, взявшим себе кличку «Тарас Бульба». Его партизан поэтому называли «бульбаши». Отряды «Бульбы» общей численностью до 3-5 тысяч человек размещались в районе Людвиполя и Костополя в Ровенской области. Боровец первым присвоил своим партизанам название УПА ещё в декабре 1941 года (правда, с добавлением «Полесская сечь»). Активной военной деятельности отряды УПА-ПС не вели. В немецких документах указано, что они совершают нападения на немецкие объекты только с целью обеспечения своих частей провиантом и обмундированием, а также вступают в эпизодические стычки с советскими партизанами. Время от времени Тарас Боровец («Бульба») и его сторонники шли на контакт с рейхскомиссаром Украины Эрихом Кохом и вели переговоры. Вёл Боровец переговоры и с советскими партизанами. Союз с СССР не состоялся, потому что Бульба—Боровец стоял на позициях полной независимости Украины, что для Москвы было категорически неприемлемо.
22 февраля представители ОУН(б) встретились с главой Полесской Сечи для обсуждения совместной деятельности. Однако ни эта, ни вторая встреча, состоявшаяся 9 апреля, не принесла желаемого результата ни одной из сторон, потому что Боровец не желал участвовать в массовом уничтожении поляков и выполнять приказы Бандеры. Один из украинских исследователей деятельности УПА («Полесская сечь») Аркадий Жуковский даже считает, что именно уничтожение польского населения бандеровскими формированиями, взявшими название УПА, заставило атамана отказаться от этого названия, чтобы таким образом отмежеваться от подобных действий.
Один за другим отряды Боровца окружались и уничтожались. В ночь с 18 на 19 августа 1943 года в Костопольском районе Ровенской области отряды УПА атаковали и разгромили штаб Полесской Сечи, в результате чего были убиты несколько их командиров. ОУНовцам также удалось захватить в плен жену Боровца — Анну Опоченскую. После долгих пыток её убили. Боровец переименовал свою организацию в «Украинскую народно-революционную армию» (УНРА) и вскоре обвинял руководство ОУН в том, что «бандериадой руководят вражеские агенты, немецкие и большевистские (Рихард Ярый, Максим Рубан)».
Чтобы получить поддержку в противостоянии с бандеровцами и советскими партизанами, Тарас Боровец вышел из подполья и обратился к гитлеровцам с очередным предложением о сотрудничестве. 19 ноября 1943 он прибыл на переговоры в Ровно, 22 ноября его доставили в Варшаву, а 1 декабря 1943 арестовали и отправили в концентрационный лагерь Заксенхаузен, где кстати с января 1942 года сидели Степан Бандера и Ярослав Стецько. Остатки УНРА, базировавшиеся в лесах Сарненского, Костопольского и Олевского районов, в феврале 1944 были разбиты частями охраны тыла войск Первого Украинского фронта и органами НКВД УССР. Остальных участников УНРА (т. н. Северная Группа № 7) в количестве 28 человек были арестованы.
Известно ещё несколько украинских националистических формирований, не подчинявшихся УПА. Долгое время они действовали самостоятельно. Самый крупный из них — Фронт Украинской революции (ФУР), включавший отошедших от ОУН(б) и сторонников ОУН(м). Действовал с лета 1942 года и насчитывал несколько сотен бойцов. До начала 1943 года ФУР занимался преимущественно пропагандистско-агитационной деятельностью. На первоначальном этапе формирования УПА они в ряде регионов действовали совместно. С самого начала своего существования ФУР также имел напряжённые отношения с бандеровским крылом ОУН, из-за её стремления объединить все повстанческие отряды под своим руководством. Это привело к недоразумениям в ФУР с отрядом ОУН(б) во главе с «Вороном», с которым лидер ФУР, Владимир Яворенко, не раз заключал военные соглашения о совместных действиях и даже в течение нескольких месяцев 1943 вместе со своим отрядом на правах боевой сотни воевал под его руководством. Однако окончательно разорвать союз с бандеровцами Яворенко решился только в начале июня 1943, после неудачного совместного рейда с военным отрядом УПА на Восточную Украину. Потеряв в боях с немцами примерно 50 бойцов, остатки его отдела в составе 80 человек перешли на сторону мельниковцев. Но и военный союз с ОУН Мельника был непродолжительным. 6 июля 1943 года местный партизанский отряд мельниковцев был окружён и разоружён бандеровцами. Чтобы сохранить свою самостоятельность, летом 1943 года Владимир Яворенко идёт на союз с Бульбой-Боровцом. Однако осенью того же года он был вынужден распустить людей и уйти в подполье, где и погиб в конце того же года, вероятно, убит Службой безопасности ОУН(б). В конце лета противостояние между националистами практически завершилось, после чего подавляющая часть оппонентов оказалась в подчинении у ОУН(б).

### Попытки ОУН-Б и ОУН-М объединиться
Вооружённые формирования ОУН(м), имевшие многочисленных сторонников в Галиции, продолжали действовать параллельно с УПА-ОУН(б) в 1943-44. Неоднократные дальнейшие переговоры о совместных действиях против советской стороны не имели, однако, каких-либо значимых результатов и были скорее ситуативным, нежели стратегическим шагом. На рубеже 1943-44 заместитель Андрея Мельника Олег Ольжич вёл переговоры с представителями ОУН(б) о возможном вхождении в УГВР, однако убийство 14 января 1944 года во Львове мельниковца Романа Сушко (в котором обвинили бандеровцев) прервало эти переговоры. 15 мая 1944 Роман Шухевич обратился к Олегу Ольжичу с очередным предложением объединить усилия в борьбе с СССР. Однако 25 мая 1944 Ольжича арестовали и отправили в концлагерь Заксенхаузен, где он погиб 10 июня 1944.
На осень 1944 выпало окончательное решение вопроса о координационных действиях мельниковских и бандеровских вооруженных формирований. Мельниковцы дислоцировались в северо-западных районах Волыни и в Карпатах, сотрудничая с подразделениями УНРА и немцами. Отделы ОУН(м) в районах Карпат возглавлял С. Касьян (Карп), а общее командование — Иван Кедюлич (Чубчик). При переходе фронтов через Карпаты со стороны ГВШ УПА мельниковцам поступило предложение о подчинении командованию УПА. С санкции командующего вооруженными силами ОУН(м) генерала Капустянского такое слияние произошло, а Ивана Кедюлича ввели в состав ГВШ УПА.
Что же касается Тараса Боровца, то после освобождения из концлагеря он активно включился в работу по созданию Украинской национальной армии. Он согласился возглавить создававшуюся в УНА Парашютную бригаду — Группу «Б» (Fallschirmjagd-Brigade — Gruppe «B»), в которой удалось подготовить не более 400 бойцов. В последние месяцы существования гитлеровской Германии Боровец разрабатывал план заброски его людей на территорию Полесья, где они должны были объединиться с отрядами УНРА и вновь развернуть партизанскую борьбу. На самом деле, последние группы «бульбовцев» в Украине были к тому времени уже абсорбированы или уничтожены бандеровской УПА, а «чужие парашютные подразделения» СБ-ОУН имела приказ «обезоруживать и уничтожать».

### Послевоенный период
В конце войны Андрей Мельник снова возглавил ОУН(м). ОУН(м) после войны развивала консервативную корпоративную идеологию. Третий Большой Сбор 30 августа 1947 ограничил власть лидера, сделав его ответственным перед Собранием, который должен созываться каждые три года, и ввёл в программу принципы равенства перед законом, независимости суда, свободы совести, слова, печати и политической оппозиции.
ОУН(м) и её союзники получили контроль над Радой. ОУН(м) и ОУН(р) имели решающее влияние на эмиграционное украинское общество. Претендуя на авангардную роль в борьбе против СССР, ОУН(б) пыталась стать доминирующей силой эмигрантской жизни.
С 1946 года в самой ОУН(б) назревал внутренний раскол между «ортодоксами» во главе с Бандерой и «реформистами», представленными Зиновием Матлой и Львом Ребетом, который фактически оформляется в 1956. Тогда из ОУН(б) выделилась фракция, возглавляемая Зиновием Матлой и Львом Ребетом и получившая название «Заграничная ОУН», или ОУН(з) (по числу лидеров её иногда неформально называют «двійкарі» (от «укр. двійка» — «двойка»)). ОУН(м) в то же время наладила контакты с представителями УНР (её глава Плавьюк в 1989—1992 году даже стал последним президентом УНР) и постепенно отошла от радикально-националистической основы, став правоконсервативной партией. В дальнейшем ОУН(з) выступала от имени Заграничного Провода УГВР и была наиболее демократизированной из версий ОУН — ею издавался альманах «Український самостійник» и журнал «Сучасність», на деньги ЦРУ было основано издательство «Пролог», выпустившее более 200 названий книг. ОУН(б) же эволюционировала слабо, фактически оставаясь на позициях начала 1930-х годов — несмотря на это, она доминировала в националистической эмигрантской среде, в особенности США и Канады, став особенно востребованной в период пика холодной войны в первой половине 1980-х.
В 1980 ОУН(р) взяла контроль над Украинским конгрессовым комитетом Америки. Сила и влияние ОУН(м) и ОУН(р) претерпели упадок вследствие ассимиляционного давления, идеологических расхождений с западными либерально-демократическими ценностями.